# Executive Aerospace
Executive Aerospace es una aerolínea charter con base en Johannesburgo, Sudáfrica. Fue fundada en 1984 y efectúa vuelos chárter para touroperadores de Sudáfrica y otros operadores, así como equipos deportivos.

## Flota
En marzo de 2007 la flota de Executive Aerospace incluye:
- 4 BAe 748 Series 2B
- 2 McDonnell Douglas DC-9-30